# Nora Daza
Nora Guanzon Villanueva-Daza (2 de diciembre de 1928 - 13 de septiembre de 2013), conocida popularmente como chef Nora Daza, era una chef gourmet veterana, restauradora, líder social y cívica, presentadora de televisión y autora de libros de cocina en Filipinas.

## Carrera
Daza hizo de jueza de concursos de cocina para la Manila Gas Corporation 1957-1960. Ella organizó programas de cocina en televisión en At Home with Nora y Cooking It Up with Nora con gran éxito popular y de audiencia desde hace varios años. Fue nombrada Directora de Manila Gas Cooking School, donde se selecciona, modifica, comprueba, y cocina a prueba bajo quinientas recetas de alrededor de tres mil estudiantes que se inscribien en un período de cuatro años. Daza fue autora de varios libros de cocina y se convirtió en columnista de varios diarios nacionales y revistas de estilo de vida. Ella ha puesto a restaurantes de alta cocina, incluyendo Au Bon Vivant, conocido por ser el primer restaurante en Manila en ofrecer la auténtica cocina francesa. 

## Muerte
Daza murió el 13 de septiembre de 2013, mientras dormía debido a un ataque cardíaco. Ella tenía 84 años. El cuerpo de Daza se encontraba en la Capilla Memorial Loyola en Commonwealth Avenue en Quezon City. Su cuerpo fue incinerado el domingo 15 a la 1 p. m.

## Publicaciones
Let's Cook with Nora. Improved Edition. National Book Store, 1969.